# Era di maggio
Era di maggio è un romanzo giallo di Antonio Manzini pubblicato da Sellerio.
È il quarto romanzo della serie dedicata al vicequestore Rocco Schiavone.

## Trama
Rocco Schiavone procede con le indagini per scoprire chi è stato ad uccidere Adele Talamonti, la compagna del suo amico fraterno Sebastiano. La donna è stata uccisa al posto del vice questore, mentre si trovava ospite a casa sua. 
Nel frattempo deve anche indagare sulla morte di Domenico Cuntrera, un esponente di spicco della 'ndrangheta calabrese, che era stato arrestato da Schiavone durante le indagini per il rapimento di Chiara Berguet. Cuntrera sembra morto per un infarto durante una rissa nel carcere di Varallo, ma né il giudice Baldi né Rocco credono alle cause naturali della morte. 
Rocco Schiavone è quindi impegnato in una duplice indagine: a Roma, dove scavando nel proprio passato, incontra diverse persone che potrebbero aver voluto vendicarsi di lui; a Varallo, dove si infiltra nel carcere per indagare sulla morte di Cuntrera.